# Пенис
Пенис (лат. penis) или полни уд назив је за копулаторни орган (интромитентни) мужјака код животињских врста са унутрашњим оплођењем. Пениси су карактеристични за мужјаке гмизаваца и сисара, али их поседују и поједине групе риба, водоземаца и птица. Сем репродукционе, код сисара пенис има улогу и у екскрецији: кроз пенис путем мокраћне цијеви излазе сперматозоиди, као и мокраћа. У већине врста животиња у којима постоји орган који би се разумно могао описати као пенис, он нема другу главну функцију осим интромисије или bar преношења сперматозоида на женку, али код плаценталних сисара пенис носи дистални део уретре, којом се испушта урин током мокрења и сперму током копулације.

## Анатомија пениса човека
Пенис се састоји од тела пениса лат. corpus penis и главића лат. glans penis. Тело пениса је грађено од два ткива, кавернозног и сунђерастог. Ове две врсте ткива чине еректилно тело пениса.
1. мокраћни мехур
2. карлица
3. пенис
4. (спужвасто ткиво)
5. (главић)
6. препуцијум
7. уретра (мокраћна цијев)
8. дебело црево
9. право црево
10. семене врећице
11. семеновод
12. простата
13. кауперова жлезда
14. анус
15. семеновод
16. пасеменик
17. семеник
18. мошнице

### Развој
Полни органи се формирају крајем шеснаесте седмице трудноће и тада постају видљиви и путем ултразвучног прегледа. Код мале деце је неразвијен и с временом се повећава, а уобличава током пубертета.

### Величина
Просјечна величина пениса одраслог мушкарца у мировању је 6 до 10 cm, али максимална растезљивост је различита код мушкараца различитих раса. Тако нпр. за бијелу расу просјечна величина пениса у ерекцији износи 9 до 16 cm, односно просјечна растезљивост је 14,5 cm, пречник 4 cm, а обим на коријену пениса 12 cm. Код мушкараца црне расе лигамент који подржава пенис (у висини стидне кости) лабавији је него код бијеле расе, па је положај пениса током ерекције водоравнији. Код мушкараца бијеле расе тај је лигамент чвршћи па је пенис под оштрим углом у односу на трбух, што незнатно скраћује његову дужину. Изузетно, код неких мушкараца пенис у ерекцији може достићи и 25 — 27 cm, тада је ријеч о макрофалији, а у литератури је забележена и величина од 35 cm, али без објашњења да ли се ради о патолошкој појави.

### Сексуална функција
Приликом сексуалног узбуђења крвни судови пениса испуне се крвљу што доводи до ерекције, односно укрућености полног органа што омогућава пенетрацију, односно продирање пениса у вагину.
Мушкарци за вријеме полног узбуђења уз два усклађена рефлекса остварују пражњење (емисију) и потом бризгање сјемена (ејакулацију), а мишићна стезања у пенису редовно прати оргазам.
Одстрањивање полних жлијезда (тестиса) хируршким путем, зрачењем или хормонима, назива се кастрација, потпуно уклањање пениса назива се пенектомија а подвезивање сјеменовода се зове вазектомија.

### Обољења
- Хипоспадија
- Фимоза
- Парафимоза
- Фурнијерова гангрена
- Укопан пенис

### Коњи
- Walker, Donald F.; Vaughan, John T. (1. 6. 1980). Bovine and equine urogenital surgery. Lea & Febiger. ISBN 978-0-8121-0284-0. Приступљено 23. 7. 2013.
- „The Stallion: Breeding Soundness Examination & Reproductive Anatomy”. University of Wisconsin-Madison. Архивирано из оригинала 2007-07-16. г. Приступљено 7. 7. 2007.
- Munroe, Graham; Weese, Scott (15. 3. 2011). Equine Clinical Medicine, Surgery and Reproduction. Manson Publishing. ISBN 978-1-84076-608-0. Приступљено 18. 2. 2014.
- Budras, Klaus Dieter; Sack (1. 3. 2012). Anatomy of the Horse. Manson Publishing. ISBN 978-3-8426-8368-6. Приступљено 1. 7. 2013.
- England, Gary (15. 4. 2008). Fertility and Obstetrics in the Horse. John Wiley & Sons. ISBN 978-0-470-75041-4. Приступљено 18. 2. 2014.
- Equine Research (2004). Horse Conformation: Structure, Soundness, and Performance. Lyons Press. ISBN 978-1-59228-487-0. Архивирано из оригинала 7. 7. 2014. г. Приступљено 23. 7. 2013.
- Evans, James Warren (15. 2. 1990). The Horse. W. H. Freeman. ISBN 978-0-7167-1811-6. Приступљено 23. 7. 2013.
- Hayes, M. Horace; Rossdale, Peter D. (март 1988). Veterinary Notes for Horse Owners: An Illustrated Manual of Horse Medicine and Surgery. Simon & Schuster. ISBN 978-0-671-76561-3. Приступљено 1. 7. 2013.
- McBane, Susan (2001). Modern Horse Breeding: A Guide for Owners. Globe Pequot Press. ISBN 978-1-58574-389-6. Архивирано из оригинала 7. 7. 2014. г. Приступљено 18. 2. 2014.

### Торбари
- Parker, Rick (13. 1. 2012). Equine Science (4 изд.). Cengage Learning. ISBN 978-1-111-13877-6. Приступљено 18. 2. 2014.
- Flannery, Tim (2008). Chasing Kangaroos: A Continent, a Scientist, and a Search for the World's Most Extraordinary Creature. Grove/Atlantic, Incorporated. стр. 60—. ISBN 9780802143716. Приступљено 5. 5. 2013.
- Hunsaker, Don II (2. 12. 2012). The Biology of Marsupials. Elsevier Science. ISBN 978-0-323-14620-3. Приступљено 18. 2. 2014.
- Jones, Menna E.; Dickman, Chris R.; Archer, Mike; Archer, Michael (2003). Predators With Pouches: The Biology of Carnivorous Marsupials. Csiro Publishing. ISBN 9780643066342. Приступљено 5. 5. 2013.
- King, Anna (2001). „Discoveries about Marsupial Reproduction”. Iowa State University Biology Dept. Архивирано из оригинала 5. 9. 2012. г. Приступљено 22. 11. 2012.
- Stonehouse, Bernard; Gilmore, Desmond (1977). The Biology of marsupials. University Park Press. ISBN 978-0-8391-0852-8. Приступљено 25. 7. 2013.
- Tyndale-Biscoe, C. Hugh (2005). Life of Marsupials. Csiro Publishing. ISBN 978-0-643-06257-3. Приступљено 18. 2. 2014.

### Друге животиње
- Austin, Colin Russell; Short, Roger Valentine (21. 3. 1985). Reproduction in Mammals: Volume 4, Reproductive Fitness. Cambridge University Press. ISBN 978-0-521-31984-3. Приступљено 22. 7. 2013.
- Bassert, Joanna M.; McCurnin, Dennis M. (1. 4. 2013). McCurnin's Clinical Textbook for Veterinary Technicians. Elsevier Health Sciences. ISBN 978-1-4557-2884-8. Приступљено 18. 2. 2014.
- Beck, Benjamin B.; Wemmer, Christen M. (1983). The Biology and management of an extinct species: Père David's deer. Noyes Publications. ISBN 978-0-8155-0938-7. Приступљено 5. 7. 2013.
- Burns, Eugene (1953). The sex life of wild animals: a North American study. Rinehart. Приступљено 23. 7. 2013.
- Carnaby, Trevor (22. 1. 2007). Beat About the Bush: Mammals. Jacana Media. ISBN 978-1-77009-240-2. Приступљено 19. 7. 2013.
- Brehm, Alfred Edmund (1895). „Brehm's Life of Animals”. Chicago: A. N. Marquis & Company. Приступљено 2013-11-08.
- Elbroch, Lawrence Mark; Kresky, Michael Raymond; Evans, Jonah Wy (7. 4. 2012). Field Guide to Animal Tracks and Scat of California. University of California Press. ISBN 978-0-520-95164-8. Приступљено 5. 7. 2013.
- Eltringham, Stewart Keith (1979). The ecology and conservation of large African mammals. Macmillan. ISBN 978-0-333-23580-5. Приступљено 20. 7. 2013.
- Frandson, Rowen D.; Wilke, W. Lee; Fails, Anna Dee (30. 6. 2009). Anatomy and Physiology of Farm Animals. John Wiley & Sons. ISBN 978-0-8138-1394-3. Приступљено 1. 7. 2013.
- Geist, Valerius (1993). Elk Country. T&N Children's Publishing. ISBN 978-1-55971-208-8. Приступљено 5. 7. 2013.
- Hayssen, Virginia Douglass; Tienhoven, Ari Van (1993). Asdell's Patterns of Mammalian Reproduction: A Compendium of Species-Specific Data. Cornell University Press. ISBN 978-0-8014-1753-5. Приступљено 23. 7. 2013.
- Heptner, V. G.; Sludskii, A. A. (2002). Mammals of the Soviet Union. Vol. II, part 1b, Carnivores (Mustelidae and Procyonidae). Washington, D.C. : Smithsonian Institution Libraries and National Science Foundation. ISBN 978-90-04-08876-4. Приступљено 2013-11-08.
- Hoffmeister, Donald F. (2002). Mammals of Illinois. University of Illinois Press. ISBN 978-0-252-07083-9. Приступљено 22. 7. 2013.
- Horowitz, Barbara N.; Bowers, Kathryn (12. 6. 2012). Zoobiquity: What Animals Can Teach Us About Being Human. Doubleday Canada. ISBN 978-0-385-67061-6. Приступљено 25. 7. 2013.
- Horwich, Robert H. (јун 1972). The ontogeny of social behavior in the gray squirrel (Sciurus carolinensis). P. Parey. ISBN 978-3-489-68036-9. Приступљено 23. 7. 2013.
- Jackson, Hartley H. (јануар 1961). Mammals of Wisconsin. University of Wisconsin Press. ISBN 978-0-299-02150-4. Приступљено 22. 7. 2013.
- Journal of the Mammalogical Society of Japan. The Society. 1986. Приступљено 5. 7. 2013.
- Khanna, Dev Raj; Yadav, P. R. (1. 1. 2005). Biology Of Mammals. Discovery Publishing House. ISBN 978-81-7141-934-0. Приступљено 20. 7. 2013.
- Kingdon, Jonathan (јануар 1984). East African Mammals: An Atlas of Evolution in Africa. Vol. I. University of Chicago Press. ISBN 978-0-226-43718-7. Приступљено 22. 7. 2013.
- Kingdon, Jonathan (1984). East African Mammals: An Atlas of Evolution in Africa (на језику: енглески). University of Chicago Press. ISBN 9780226437187.
- König, Horst Erich; Liebich, Hans-Georg (2007). Veterinary Anatomy of Domestic Mammals: Textbook and Atlas. Schattauer Verlag. ISBN 978-3-7945-2485-3. Приступљено 23. 7. 2013.
- Kotpal, R. L. (2010). Modern Text Book Of Zoology Vertebrates. Rastogi Publications. ISBN 978-81-7133-891-7. Приступљено 23. 7. 2013.
- Krause, William J. (1. 3. 2008). An Atlas of Opossum Organogenesis. Universal-Publishers. ISBN 978-1-58112-969-4. Приступљено 20. 7. 2013.
- Linzey, Donald W. (28. 12. 2011). Vertebrate Biology. JHU Press. ISBN 978-1-4214-0040-2. Приступљено 20. 7. 2013.
- Lukefahr, Steven D.; Cheeke, Peter R.; Patton, Nephi M. (2013). Rabbit Production. CABI. ISBN 978-1-78064-012-9. Приступљено 20. 7. 2013.
- Natural History Bulletin of the Siam Society. 1975. Приступљено 5. 7. 2013.
- Rose, Kenneth D. (29. 3. 2005). The Rise of Placental Mammals: Origins and Relationships of the Major Extant Clades. Baltimore and London: Johns Hopkins University Press. ISBN 978-0-8018-8022-3.
- Roze, Uldis (2009). The North American Porcupine. Cornell University Press. ISBN 978-0-8014-4646-7. Приступљено 25. 7. 2013.
- Sarkar, Amita (1. 1. 2003). Sexual Behaviour In Animals. Discovery Publishing House. ISBN 978-81-7141-746-9. Приступљено 20. 7. 2013.
- Schatten, Heide; Constantinescu, Gheorghe M. (21. 3. 2008). Comparative Reproductive Biology. John Wiley & Sons. ISBN 978-0-470-39025-2. Приступљено 23. 7. 2013.
- Small, Meredith F. (1993). Female Choices: Sexual Behavior of Female Primates. Cornell University Press. ISBN 978-0-8014-8305-9. Приступљено 23. 7. 2013.
- Skinner, J. D.; Chimimba, Christian T. (15. 11. 2005). The Mammals of the Southern African Sub-region. Cambridge University Press. ISBN 978-0-521-84418-5. Приступљено 19. 7. 2013.
- Staker, Lynda (2006). The Complete Guide to the Care of Macropods: A Comprehensive Guide to the Handrearing, Rehabilitation and Captive Management of Kangaroo Species. Lynda Staker. ISBN 978-0-9775751-0-7. Приступљено 19. 7. 2013.
- Strum, Shirley C.; Fedigan, Linda Marie (15. 8. 2000). Primate Encounters: Models of Science, Gender, and Society. University of Chicago Press. ISBN 978-0-226-77754-2. Приступљено 22. 7. 2013.
- Sturtz, Robin; Asprea, Lori (30. 7. 2012). Anatomy and Physiology for Veterinary Technicians and Nurses: A Clinical Approach. John Wiley & Sons. ISBN 978-1-118-40585-7. Приступљено 22. 7. 2013.
- Peter J Chenoweth; Steven Lorton (30. 4. 2014). Animal Andrology: Theories and Applications. CABI. ISBN 978-1-78064-316-8.
- Verts, B. J.; Carraway, Leslie N. (1998). Land Mammals of Oregon. University of California Press. стр. 41. ISBN 978-0-520-21199-5. Приступљено 20. 7. 2013.
- Wilson, Don E.; Reeder, DeeAnn M. (16. 11. 2005). Mammal Species of the World: A Taxonomic and Geographic Reference. JHU Press. ISBN 978-0801882210. Приступљено 20. 7. 2013.